# Klanberge
Die Klanberge sind ein flacher Gebirgskamm südlich von Arandis in Namibia und verlaufen über eine Länge von rund 70 km in südwest-nordöstlicher Richtung parallel zur Nationalstraße B2. Der höchste Gipfel liegt auf 736 m über dem Meeresspiegel und ist damit bedeutend niedriger als die weiter östlich gelegenen Chuosberge. Die Klanberge erstrecken sich über eine Fläche von rund 300 km². 
Der Khan verläuft parallel zum Kamm in südlicher Richtung bis zu seinem Zusammenfluss mit dem Swakop-Rivier. Auf der Kamm-Nordseite nahe Arandis befindet sich die Rössing-Mine.